# Catasetum saccatum
Catasetum saccatum, the Sack-shaped Catasetum, là một loài lan.

## Hình ảnh

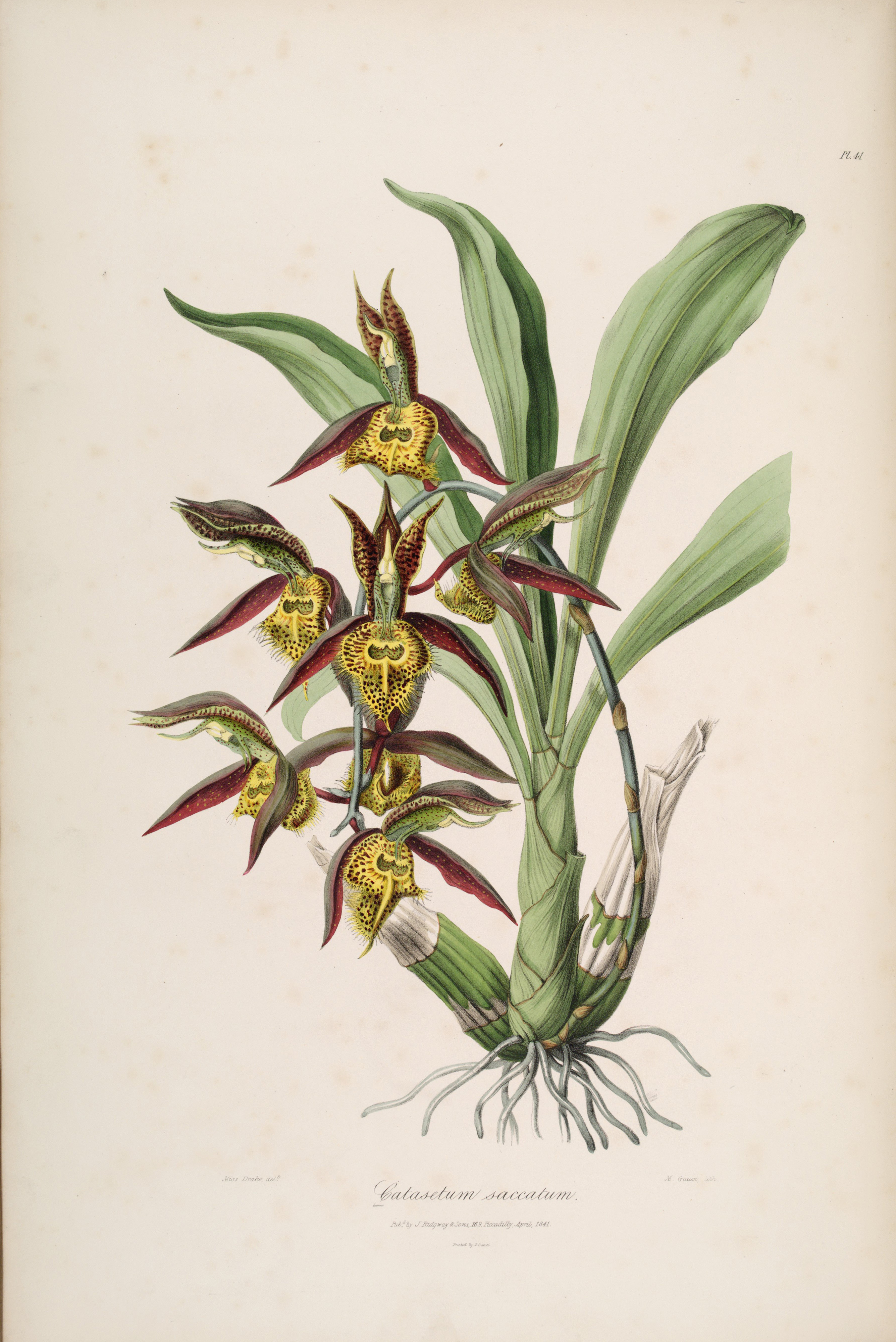
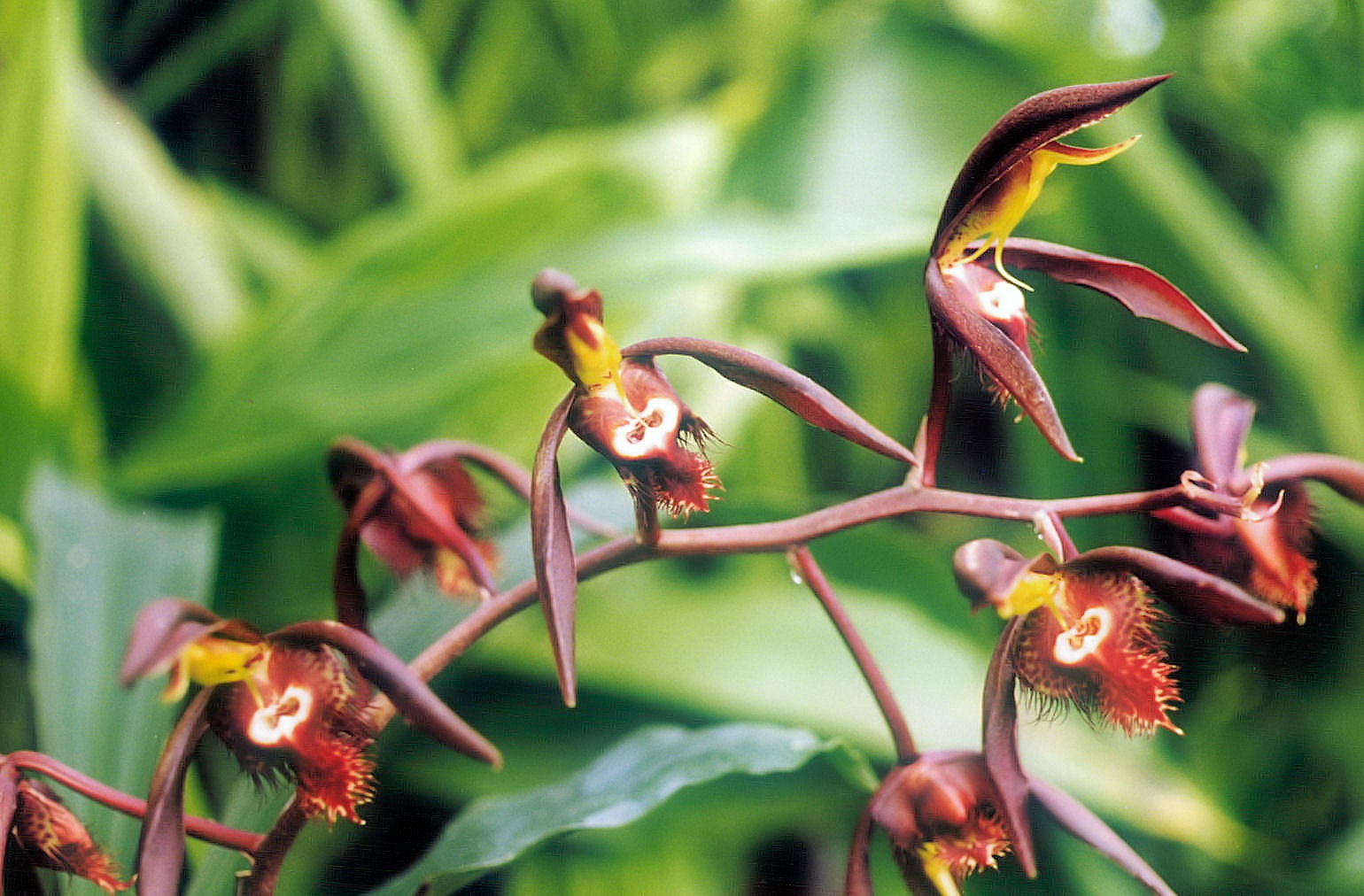
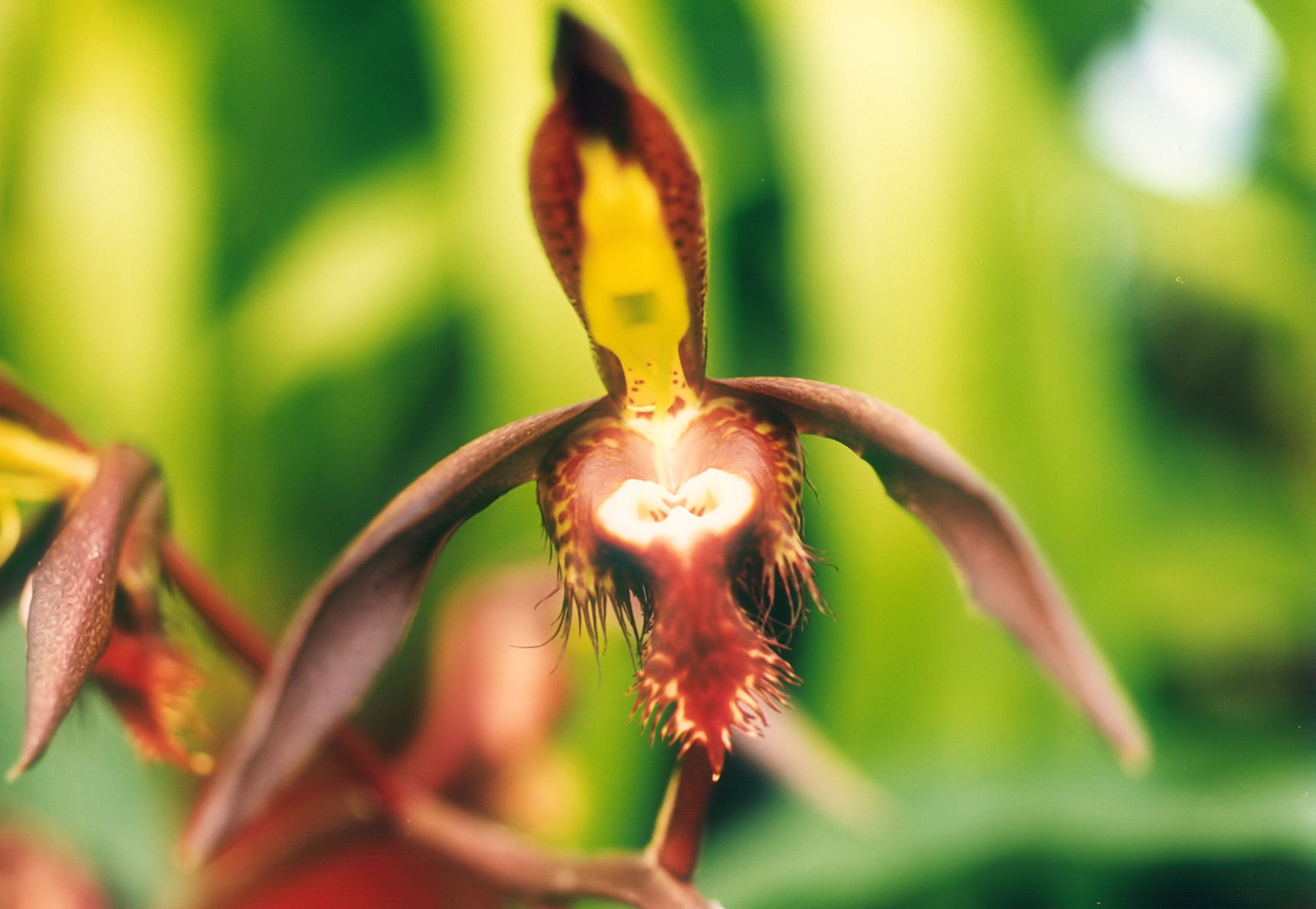
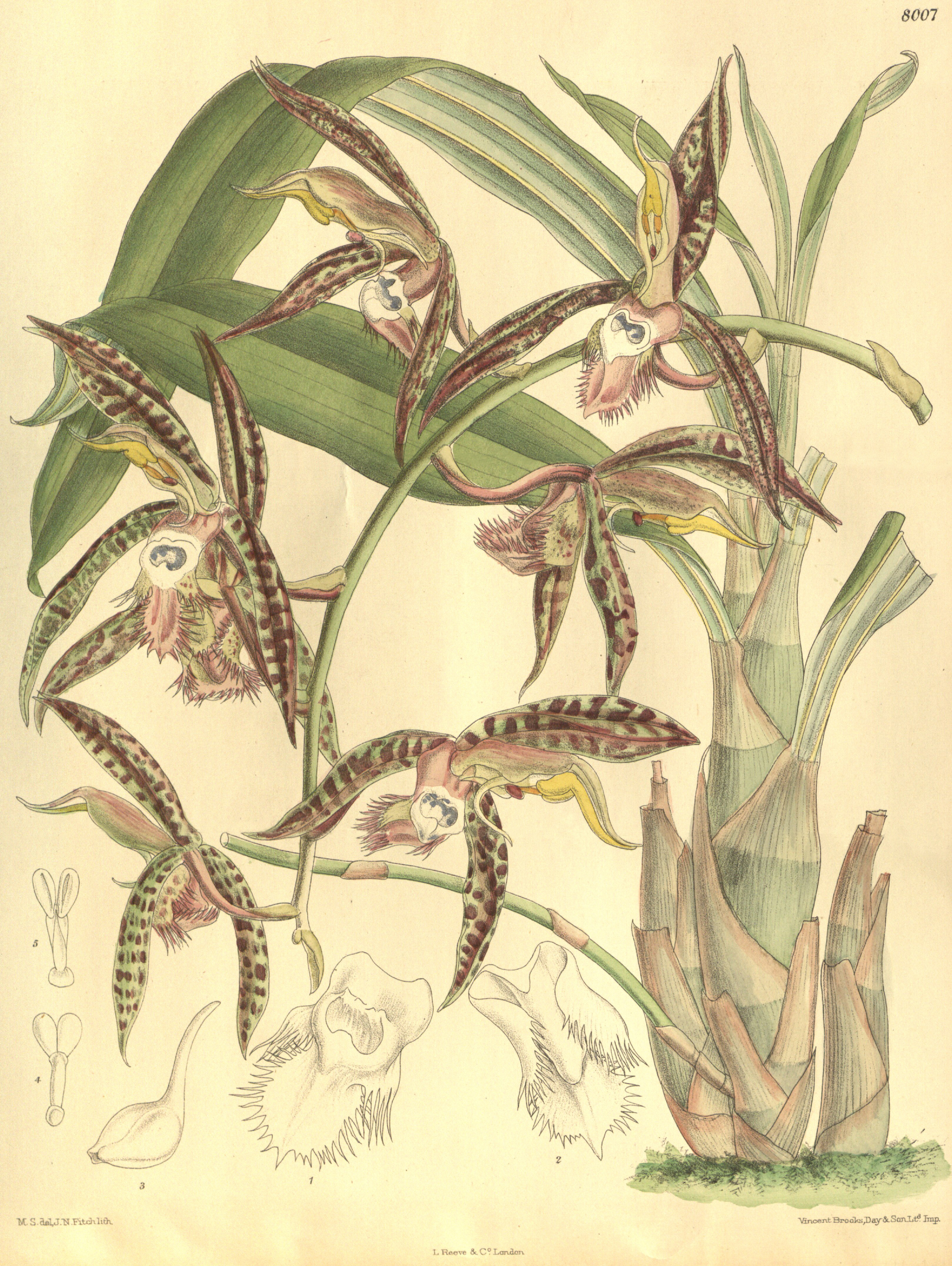